# Panara ovifera
Panara ovifera is een vlindersoort uit de familie van de prachtvlinders (Riodinidae), onderfamilie Riodininae.
Panara ovifera werd in 1913 beschreven door Adalbert Seitz.